# Клементе Вільяверде
Клементе Вільяверде Уельга (ісп. Clemente Villaverde Huelga, нар. 8 лютого 1959, Кангас-де-Оніс) — іспанський футболіст, що грав на позиції захисника, насамперед за мадридський «Атлетіко».

## Ігрова кар'єра
У дорослому футболі дебютував 1978 року виступами за другу команду мадридського «Атлетіко». З 1981 року почав залучатися до матчів основної команди «Атлетіко». Відіграв за мадридський клуб наступні шість сезонів своєї ігрової кар'єри. 1985 року допоміг команді здобути кубок Іспанії і Суперкубок країни. Наступного сезону команда успішно виступала у Кубку володарів кубків, сягнувши фіналу турніру, в якому з рахунком 0:3 поступилася київському «Динамо».
Завершив професійну ігрову кар'єру у «Малазі», за яку виступав протягом 1987—1990 років.

## Титули і досягнення
- Володар Кубка Іспанії (1):

«Атлетіко»: 1984-1985
- Володар Суперкубка Іспанії (1):

«Атлетіко»: 1985